# Basilornis mirandus
Basilornis mirandus е вид птица от семейство Скорецови (Sturnidae). Видът е почти застрашен от изчезване.

## Разпространение
Видът е разпространен във Филипините.